# Teatro Politeama (Buenos Aires)
El Teatro Politeama Argentino fue una sala de espectáculos que funcionaba en la Avenida Corrientes 1490, en la ciudad de Buenos Aires, reconvertido muchos años después en un moderno teatro dentro de un edificio en torre.

## Historia
El primer Politeama fue creado por el empresario italiano César Ciacchi, quien en 1878 firmó con un tal Zamudio, dueño del terreno, un convenio por diez años para construir un teatro que, con frente de ladrillos rojo, fue inaugurado el 16 de julio de 1879 con presencia del expresidente Domingo Faustino Sarmiento.
Allí actuaron los integrantes de la familia Podestá, estrenando en 1884 una obra gauchesca que fue un enorme éxito "Juan Moreira en pantomima", de los hermanos circenses Carlo, siendo José J. Podestá quien encarnó el personaje principal. También fue el escenario del mencionado payaso Frank Brown, de la actriz Eleonora Dure y de Sara Bernhardt, entre otros. En 1898, al terminarse el contrato, estuvo a punto de ser demolido, hasta que en 1936, con el ensanche de la Avenida Corrientes. María Luisa T. de Balbín, su propietaria, solicitó al arquitecto Alejo Luis Pazos la reconstrucción, manteniendo la estructura de la sala, la disposición y la acústica, aunque cambiando el frente por uno más sobrio y elegante; con una gran marquesina. Su hall estaba revestido en mármol de tonos verde a negro y el escenario poseía un disco giratorio y reflectores accionados desde un puente al efecto. En 1921 Andrés Chazarreta obtuvo un gran éxito considerado como el éxito nacional del folclore.
Fue  demolido en 1958, para construir un complejo llamado Torre Politeama que jamás se concretó. El caso generó tanta polémica y críticas que al año siguiente se dictó una Ley Nacional que ordenaba, en caso de la demolición de un teatro, que la nueva construcción que ocupara su lugar tuviera obligatoriamente una sala de espectáculos.
Existieron otros proyectos a lo largo del tiempo para ocupar el terreno, como el Complejo Politeama (1996), la torre The Iceberg (2007) y la Torre Millenium Global (2008), que tampoco se materializaron.
Luego de estar vacío por más de cincuenta años, el amplio terreno fue ocupado por la Torre Lex Tower que en 2022 comenzó a albergar una sala teatral de 700 localidades. La reconstrucción del teatro la llevó a cabo 100 Bares Producciones, cuyo principal accionista es director, guionista y productor de cine y televisión argentino Juan José Campanella y demandó una inversión que osciló los $600 millones. El 17 de junio de 2022 se estrenó la primera obra en ella: "La verdad", protagonizada por los ex "Casi Ángeles" Candela Vetrano, Agustín Sierra y María del Cerro, junto a Tomás Fonzi.